# اولیور کورن
اولیور کورن (انگلیسی: Oliver Korn؛ زادهٔ ۱۰ ژوئن ۱۹۸۴) بازیکن هاکی روی چمن اهل آلمان است.
وی همچنین برندهٔ جوایزی همچون برگ بوی نقره‌ای شده‌است.
وی در مسابقات کشوری و بین‌المللی در مجموع برندهٔ ۴ مدال طلا شده‌است.